# Stephen Milne
Stephen Milne (Inverness, 29 april 1994) is een Britse zwemmer. Hij vertegenwoordigde zijn vaderland op de Olympische Zomerspelen 2016 in Rio de Janeiro.

## Carrière
Milne maakte zijn internationale debuut op de Gemenebestspelen 2014 in Glasgow, namens Schotland. Op dit toernooi eindigde Milne als vijfde op de 1500 meter vrije slag en als achtste op de 400 meter vrije slag. Op de 4x200 meter vrije slag veroverde hij samen met Daniel Wallace, Duncan Scott en Robert Renwick de zilveren medaille. Tijdens de Europese kampioenschappen zwemmen 2014 in Berlijn eindigde de Brit als vierde op zowel de 800 als de 1500 meter vrije slag en als zesde op de 400 meter vrije slag. Samen met Chris Walker-Hebborn, Ross Murdoch en Adam Barrett zwom hij in de series van de 4x100 meter wisselslag, in de finale werden Walker-Hebborn en Barrett samen met Adam Peaty en Benjamin Proud Europees kampioen. Voor zijn aandeel in de series ontving Milne eveneens de gouden medaille.
Op de wereldkampioenschappen zwemmen 2015 in Kazan eindigde Milne als vijfde op de 1500 meter vrije slag en als zevende op de 800 meter vrije slag.
In Londen nam de Brit deel aan de Europese kampioenschappen zwemmen 2016. Op dit toernooi eindigde hij als achtste op de 400 meter vrije slag en werd hij uitgeschakeld in de series van de 1500 meter vrije slag. Op de 4x200 meter vrije slag eindigde hij samen met Robert Renwick, James Guy en Duncan Scott op de zesde plaats. Tijdens de Olympische Zomerspelen van 2016 in Rio de Janeiro strandde Milne in de series van zowel de 400 als de 1500 meter vrije slag. Samen met Duncan Scott, Daniel Wallace en James Guy sleepte hij de zilveren medaille in de wacht op de 4x200 meter vrije slag.

## Internationale toernooien
| Jaar | Olympische Spelen                                              | WK langebaan                           | WK kortebaan  | EK langebaan                                                                                                   | EK kortebaan  | Gemenebestspelen                                             |
| ---- | -------------------------------------------------------------- | -------------------------------------- | ------------- | --- | ------------- | ------------------------------------------------------------ |
| 2014 |                                                                |                                        | geen deelname | 6e 400m vrije slag · 4e 800m vrije slag · 4e 1500m vrije slag · 4x100m wisselslag · Milne zwom enkel de series |               | 8e 400m vrije slag · 5e 1500m vrije slag · 4x200m vrije slag |
| 2015 |                                                                | 7e 800m vrije slag 5e 1500m vrije slag |               | | geen deelname |                                                              |
| 2016 | 13e 400m vrije slag · 10e 1500m vrije slag · 4x200m vrije slag |                                        | 6-11 december | 8e 400m vrije slag 14e 1500m vrije slag 6e 4x200m vrije slag                                                   |               |                                                              |

## Persoonlijke records
Bijgewerkt tot en met 9 augustus 2016
Kortebaan
| Afstand          | Tijd     | Datum            | Plaats    |
| ---------------- | -------- | ---------------- | --------- |
| 200m vrije slag  | 01.43,63 | 13 december 2015 | Edinburgh |
| 400m vrije slag  | 03.40,19 | 11 december 2015 | Edinburgh |
| 800m vrije slag  | 07.48,57 | 12 december 2015 | Edinburgh |
| 1500m vrije slag | 14.36,55 | 12 december 2015 | Edinburgh |

Langebaan
| Afstand          | Tijd     | Datum            | Plaats         |
| ---------------- | -------- | ---------------- | -------------- |
| 200m vrije slag  | 01.46,70 | 9 augustus 2016  | Rio de Janeiro |
| 400m vrije slag  | 03.46,00 | 6 augustus 2016  | Rio de Janeiro |
| 800m vrije slag  | 07.46,41 | 4 augustus 2015  | Kazan          |
| 1500m vrije slag | 14.53,83 | 20 augustus 2014 | Berlijn        |